# -keit
Die Nachsilbe (Suffix) -keit dient in der deutschen Sprache neben der Nachsilbe -heit zur Substantivierung von Eigenschaftswörtern (Adjektiven). Substantive auf -keit sind immer femininen Genus und bilden die Mehrzahl auf -en.

## Verwendung
Die Nachsilbe -keit ist eine Variante zu -heit und hat sich im Mittelhochdeutschen aus Wörtern mit den Endsilben -ic-heit und ec-heit entwickelt. Daher werden in manchen Bildungen Zwischensilben wie -lich, -ig usw. eingefügt, wenn sie nicht schon im Adjektiv enthalten sind:
- eine Schnelligkeit, mehrere Schnelligkeiten

Einige Bildungen haben eine eigenständige Bedeutung entwickelt, die nicht mehr oder nur noch mittelbar auf das Adjektiv zurückgeführt werden können:
- eine Geschwindigkeit, mehrere Geschwindigkeiten

Bereits durch die Nachsilbe -haft adjektivierte Substantive durch -keit (oder auch -heit) wieder zu substantivieren, wird im Allgemeinen als schlechter Sprachstil angesehen. Bildungen wie
- eine Bildhaftigkeit, mehrere Bildhaftigkeiten

sollten also möglichst vermieden werden. In Fällen, in denen ein adäquater Ersatz durch ein anderes deutsches Substantiv nicht möglich scheint, sollte der Satz entweder umgeformt oder ein allgemein verständliches Fremdwort verwendet werden:
- Ihre Ernsthaftigkeit wirkte beeindruckend. (schlechter Stil)
- Sie wirkte beeindruckend ernsthaft. (besser)
- Ihre Seriosität wirkte beeindruckend. (auch besser, im speziellen Fall aber wegen des pragmatischen Gebrauchs des Fremdwortes nur im eindeutigen Kontext sinnvoll)